# Xã Hawk Point, Quận Lincoln, Missouri
Xã Hawk Point (tiếng Anh: Hawk Point Township) là một xã thuộc quận Lincoln, tiểu bang Missouri, Hoa Kỳ. Năm 2010, dân số của xã này là 2.472 người.